# HY PACHINAI×5 MAGGY HAKODE TOUR'08&Nartyche
『HY PACHINAI×5 MAGGY HAKODE TOUR'08&Nartyche』（えいちわいぱちないふぁいぶまぎいはこでつあー08あんどなぁてぃちぇ）は日本のバンドHYの6枚目の映像作品。2009年1月21日発売。発売元は東屋慶名建設。

## 概要
2008年9月25日に横浜アリーナにて行われたアリーナツアー最終日の模様を収録。2枚目にはメンバーの映像を含む撮り下ろし映像を収録。特典として「HeartY」ロゴステッカーと40ページフルカラーのブックレットを封入。

## 収録曲
1. ホワイトビーチ
2. トゥータン
3. ささくれ
4. 二階の奥の部屋
5. AM11:00
6. 小さな優しさ
7. 涙
8. 青い地球
9. 366日
10. 弱虫
11. 出会い
12. モノクロ
13. 453
14. 4WD
15. 散歩に行こう
16. Street Story
17. この子達のために
18. そこにあるべきではないもの